# Kommission für Geschichte des Parlamentarismus und der politischen Parteien
Die Kommission für Geschichte des Parlamentarismus und der politischen Parteien, kurz Parlamentarismus-Kommission (Abkürzung: KGParl), ist eine außeruniversitäre Forschungseinrichtung, die vom Deutschen Bundestag institutionell gefördert wird. Sie unterstützt, erarbeitet und veröffentlicht wissenschaftliche Untersuchungen zur Geschichte der Demokratie, des Parlamentarismus und der Parteien insbesondere in Deutschland. Die Arbeiten umfassen dabei den Zeitraum vom Vormärz bis in die Gegenwart. Seit 1962 hat die 1951 gegründete, parteipolitisch unabhängige Kommission die Rechtsform eines eingetragenen Vereins. 2006 erfolgte der Umzug von Bonn nach Berlin. Ihr Wirken, vor allem die von ihr veröffentlichten Forschungsarbeiten, gilt als „Grundlagenforschung zur demokratischen Entwicklung in Deutschland“.

## Gründung
Die Parlamentarismus-Kommission wurde am 30. November 1951 in der damaligen Bundeshauptstadt Bonn gegründet. Vorarbeiten dazu liefen bereits seit Mitte 1948. Der Impuls dazu kam vor allem aus der Wissenschaft. Zu den Gründern gehörten unter anderem der Historiker Fritz Fischer, die Politikwissenschaftler Theodor Eschenburg und Wolfgang Abendroth sowie Ludwig Bergsträsser, damals Mitglied des Deutschen Bundestags. Alfred Herrmann, ehemaliger Reichstagsabgeordneter der Deutschen Demokratischen Partei (DDP), und Ludwig Bergsträsser begannen 1950 mit Verhandlungen im politischen Raum. Gespräche mit dem Bundesinnenministerium waren erfolgreich und es gelang die Absicherung im Bundeshaushalt. Alfred Milatz leistete die eigentliche Gründungsarbeit mit der Einrichtung einer Zentralstelle in Bonn, die von ihm als Generalsekretär geleitet wurde. Der Kommission gehörten in der Anfangszeit Max Braubach, Theodor Schieder, Theodor Eschenburg, Wolfgang Abendroth und Walter Hagemann an.
Die Arbeit der Kommission sollte zur „Fundierung der gerade neu geschaffenen parlamentarischen Staats- und Gesellschaftsordnung“ beitragen. Es sollte der in Deutschland kritischen Haltung gegenüber dem Parlamentarismus und den politischen Parteien entgegengearbeitet werden, die in der Zeit der Weimarer Republik bereits ausgeprägt gewesen war und im „Dritten Reich“ zur Ausschaltung von Volksvertretungen und Parteien geführt hatte. Die neue Kommission war methodisch von Anfang an interdisziplinär ausgerichtet. Sie band sowohl Historiker wie auch Politologen, Soziologen und Wissenschaftler anderer Nachbardisziplinen ein. Als Grundlage für künftige Darstellungen sollten wichtige Quellenbestände erschlossen und ediert werden. Außerdem sollten mit Unterstützung des Kommission Einzeldarstellungen zur deutschen Parteien- und Parlamentsgeschichte entstehen.
Die Reaktionen aus der Fachwissenschaft auf die Gründungsvorbereitung und Gründung war unterschiedlich. Während Hans Rothfels und Werner Conze die Gründung begrüßten, wurde sie von Gerhard Ritter abgelehnt. Auch aus Bayern kamen kritische Stimmen, die in der Kommission den Ausdruck eines neuen Bonner wissenschaftlichen Zentralismus sahen und die Ansiedlung der Kommission in Bayern forderten. Die ersten Schriften entstanden bereits 1952 und 1953. Sie beschäftigten sich mit dem Bruch der großen Koalition unter Hermann Müller (1930) und der Entstehung der CDU sowie der Wiedergründung des Zentrums nach 1945. Erstere Publikation war die Dissertation der späteren Politikerin Helga Timm, letztere die des späteren Diplomaten und Präsidenten des Bundesnachrichtendienstes Hans-Georg Wieck.

## Arbeitsschwerpunkte seit den 1970er Jahren
Bereits in der Gründungsphase dachten die Initiatoren als Endziel an eine Gesamtdarstellung der deutschen Parteien und Parlamente. Als Vorgriff plante die Kommission zunächst ein Handbuch zum Thema, um den Forschungsstand abzustecken und Laien den Zugang zu ermöglichen. Davon kam die Kommission bald schon wieder ab und startete stattdessen seit den 1970er Jahren ein breit angelegtes Projekt von Einzeldarstellungen, dies lief aber weiterhin unter dem Titel Handbuch der Geschichte des Deutschen Parlamentarismus. Ein Minimalkonsens über allgemeinen Themen und Fragestellungen hielt die Reihe zusammen. In diesem Sinne wurde Parlamentarismus breit definiert und umfasste alle politischen Systeme, in denen Parlamente und ihre Vorformen eine Vermittlungsfunktion zwischen Regierung und Volk übernommen hatten. Die Einzelbände sollten als nach Epochen und Territorien gegliederte Bände nicht nur die Ergebnisse der bisherigen Forschung berücksichtigen, sondern auch weiterführende Quellenstudien betreiben. Dabei sah die Konzeption vor, nicht nur die Entwicklung in Preußen und im späteren Reich, sondern auch die in Süddeutschland gleichwertig zu berücksichtigen. Die Bände sollten nicht von der personell mager ausgestatteten Kommission selbst bearbeitet werden, sondern von universitär oder in anderen Einrichtungen beschäftigten Autoren. Die Leitung des Projekts übernahm Gerhard A. Ritter.
Neben den Einzelbänden entstanden aus den Beratungen der entsprechenden Sektionen der Historikertage 1972, 1982 und 1994 drei grundlegende Sammelbände. Von den ursprünglich geplanten sechzehn Teilbänden liegen allerdings bislang noch nicht alle vor. Die vorliegenden Bände wurden von der Fachwissenschaft fast ausschließlich positiv wahrgenommen. Sieht man von der Arbeit von Manfred Botzenhart über den Parlamentarismus in der Revolution von 1848 ab, haben die übrigen Bände bislang wenig beachtete Forschungsfelder beleuchtet. Dazu zählen die Arbeit von Herbert Obenaus über den preußischen Parlamentarismus im Vormärz, die Arbeit von Günther Grünthal über die 1850er Jahre im selben Territorium, die Untersuchung von Horst Möller über den Parlamentarismus im Preußen der Weimarer Republik, die Studie von Klaus Erich Pollmann über den Norddeutschen Bund und die Arbeit von Hartwig Brandt über Württemberg bis zur Gründung des Deutschen Kaiserreichs. In den letzten Jahren sind weitere Bände zum bayerischen, badischen, thüringischen und bundesdeutschen Parlamentarismus (Dirk Götschmann, Hans-Peter Becht, Henning Kästner, Marie-Luise Recker) sowie zum nordrhein-westfälischen Landtag (Dieter Düding) erschienen. Die Bände haben die Kenntnisse über die kontrovers diskutierte politische Geschichte Deutschlands in vielen Bereichen erweitert. Bei aller Differenzierung relativieren diese Arbeiten die These über einen deutschen Sonderweg. Auch heben sie sich ab von einer nur negativen Einschätzung parlamentarischer und demokratischer Chancen.
Gegenwärtig stellt sich die Kommission die Aufgabe, das Verhältnis von Parlamenten, Medien und Öffentlichkeit im 19. und 20. Jahrhundert darzustellen. Außerdem stehen derzeit die Transformation der Volkskammer der DDR in ein frei gewähltes Parlament sowie vergleichende Untersuchungen zur Entwicklung des Parlamentarismus in Europa im Fokus.
Die Ergebnisse der Kommissionsarbeit werden nicht mehr nur in Buchform oder digital vorgelegt. Die Parlamentarismuskommission verfolgt darüber hinaus auch das Ziel, ihre Aktivitäten und ihre neuen Erkenntnisse durch Fachveranstaltungen vorzustellen. Diese richten sich sowohl an das interessierte Publikum als auch an die internationale Fachöffentlichkeit.

## Publikationen (Auswahl)
Die anfängliche Konzentration der Arbeit auf den Zeitabschnitt von 1848 bis 1933 ist im Lauf der Jahrzehnte erweitert worden. Mittlerweile sind mehr als 250 Studien veröffentlicht, viele davon gelten als Standardwerke. Die Kommission gliedert dabei ihre Publikationen in unterschiedlichen Schriftenreihen:
- Quellen zur Geschichte des Parlamentarismus und der politischen Parteien
  - Erste Reihe: Von der konstitutionellen Monarchie zur parlamentarischen Republik
  - Zweite Reihe: Militär und Politik
  - Dritte Reihe: Die Weimarer Republik
  - Vierte Reihe: Deutschland seit 1945
- Quellen zur Geschichte der Rätebewegung in Deutschland 1918/19
- Dokumente und Texte
- Beiträge zur Geschichte des Parlamentarismus und der politischen Parteien
- Handbuch der Geschichte des deutschen Parlamentarismus
- Photodokumente zur Geschichte des Parlamentarismus und der politischen Parteien
- Bibliographien zur Geschichte des Parlamentarismus und der politischen Parteien
- Handbücher zur Geschichte des Parlamentarismus und der politischen Parteien

Einzelne Arbeiten sind überdies außerhalb der genannten Reihen sowie in Zusammenarbeit mit anderen Institutionen erschienen.
Zu den Bearbeitern, Autoren und Herausgebern der entsprechenden Werke gehören renommierte Wissenschaftler wie beispielsweise Karl Dietrich Bracher, Werner Conze, Eberhard Kolb, Dieter Langewiesche, Susanne Miller, Rudolf Morsey, Gerhard A. Ritter, Reinhard Rürup, Hans-Peter Schwarz, Michael Stürmer und Hermann Weber.
Vielfach sind die publizierten Werke, die nicht von Mitarbeitern der Kommission selbst stammen, Dissertationen, gelegentlich auch Habilitationsschriften.

## Mitglieder und Leitung
Der Kommission gehören derzeit 19 ordentliche und acht korrespondierende Mitglieder an, die ehrenamtlich tätig sind. Den Vorsitz hat seit 2018 der Potsdamer Historiker Dominik Geppert inne. Stellvertretender Vorsitzender ist Andreas Wirsching, Leiter des Instituts für Zeitgeschichte in München.
Vorsitzende
- 1968–1998 Rudolf Morsey
- 1998–2007 Klaus Hildebrand
- 2007–2012 Andreas Wirsching
- 2012–2018 Marie-Luise Recker
- seit 2018 Dominik Geppert

Generalsekretäre
- 1952–1980 Alfred Milatz
- 1980–2007 Martin Schumacher
- 2007–2024 Andreas Schulz
- seit 2024 Benedikt Wintgens

## Autoren und Mitarbeiter
Zu den Wissenschaftlern, die für die Kommission arbeiteten und mit der Kommission verbunden sind, gehören Hans-Peter Becht, Manfred Botzenhart, Hartwig Brandt, Günther Grünthal, Hans-Werner Hahn, Horst Möller, Marie-Luise Recker und Andreas Wirsching. Mitarbeiter der Kommission waren unter anderem Wolfgang Hölscher, Reinhard Schiffers und Udo Wengst; aktuell sind unter anderem Andreas Biefang, Tobias Kaiser und Volker Stalmann bei der Kommission tätig.
Drei der Autoren von Werken, die unter dem Dach der Parlamentarismus-Kommission erschienen sind, machten später Karrieren in der Politik, Helga Timm und Peter von Oertzen in der Sozialdemokratischen Partei Deutschlands (SPD) sowie Gerhard Stoltenberg in der Christlich Demokratischen Union (CDU). Der spätere Diplomat und Präsident des Bundesnachrichtendienstes Hans-Georg Wieck veröffentlichte 1953 seine Dissertation in der Reihe der Beiträge zur Geschichte des Parlamentarismus und der politischen Parteien.

## Finanzierung
Bis 1976 leistete der Bund die Grundfinanzierung für die Aktivitäten der Kommission. Anschließend übernahm das Land Nordrhein-Westfalen diese Finanzierung. 2003 drohte mit dem sofortigen Auslaufen dieser Unterstützung die Schließung der Forschungseinrichtung. Sie konnte abgewendet werden, weil der Deutsche Bundestag die Sockelfinanzierung übernahm. Die Grundfinanzierung wird ergänzt durch projektgebundene Drittmittel. Zu den Drittmittelgebern gehören Einrichtungen wie die VolkswagenStiftung oder die Deutsche Forschungsgemeinschaft. Eigenmittel, unter anderem aus dem Verkauf der Veröffentlichungen, kommen hinzu.

## Sonstiges
Das Logo der Kommission ist von Celestino Piatti gestaltet worden. Es stellt eine Eule dar, ein von ihm häufig verwendetes Motiv.